# Lemur gyűrűsfarkú-erszényes
A lemur gyűrűsfarkú-erszényes (Hemibelideus lemuroides) a  Diprotodontia rendjéhez, ezen belül a gyűrűsfarkú erszényesek (Pseudocheiridae) családjához tartozó Petauroides nem egyetlen faja.

## Elterjedés, élőhelye
Ausztrália területén honos. Természetes élőhelye a trópusi esőerdők. A tengerszint fölött 900 m magasban megtalálható.

## Megjelenése
Hosszú barnásszürke bundája van. Testhossza 30.50–38 cm. Testtömege 750-1140 g.

## Életmódja
Éjjel aktív. Tápláléka levelek, ágak, magvak, csonthéjasok és virágok.

## Szaporodása
Az ivarérettség 2 évesen kezdődik. A párzási időszak az ausztráliai tél közepén van (késő júniustól júliusig). A 4 hónapos vemhesség végén a nőstény 1 kölyköt hoz a világra. A kölyök 6 hónaposan független.